# Jean-Charles Nicaise Perrin
Pour les articles homonymes, voir Perrin.
 (décembre 2013).
Si vous disposez d'ouvrages ou d'articles de référence ou si vous connaissez des sites web de qualité traitant du thème abordé ici, merci de compléter l'article en donnant les références utiles à sa vérifiabilité et en les liant à la section « Notes et références ».
Jean-Charles Nicaise Perrin (né à Paris le 12 octobre 1754 et mort dans la même ville en 1831) est un peintre néo-classique français.

## Biographie

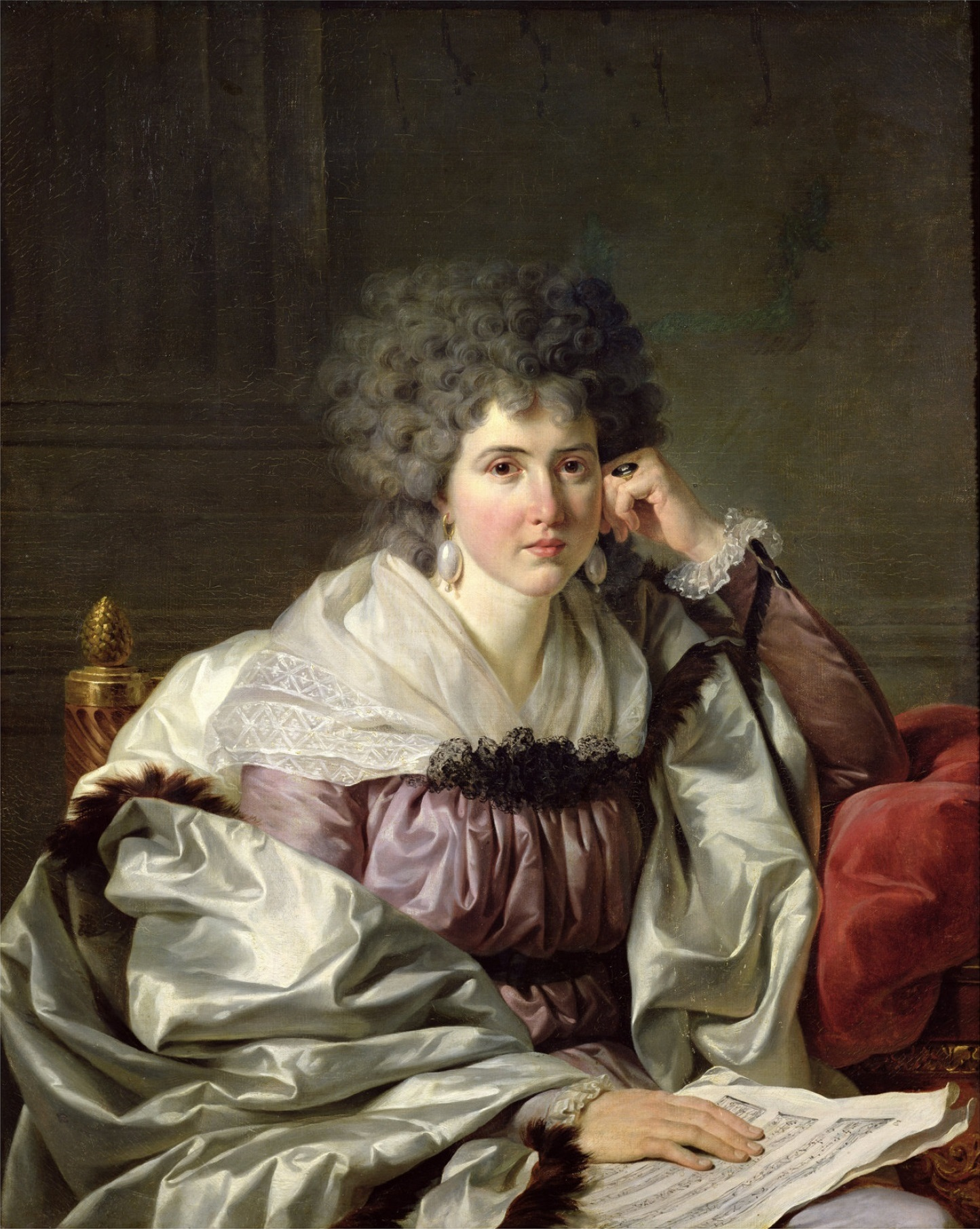
Marie Catherine Deleuse

Jean Charles Nicaise Perrin est né le 12 octobre 1754, rue de Beaune, dans l'actuel 7e arrondissement de Paris,. Issu d'une famille de Suisses au service des  maisons de la haute noblesse, il est le fils de Jean François Perrin (1721-1786), Suisse des Menus-Plaisirs du roi et de Barbe Marchand (v.1722-1789), mariés à Paris en 1746.
Peintre du roi, Nicaise Perrin épouse à Paris le 17 février 1789, Marie Catherine Deleuse (1766-1847), fille du peintre décorateur, membre de l'Académie de Saint-Luc, Pierre Hyacinthe Deleuse (1725-1811). Devenu directeur et agent général de l'école royale et gratuite de dessin, il décède le 23 septembre 1831 à l'âge de 77 ans, à son domicile situé 5 rue de l'Ecole-de-Médecine, dans l'actuel 6e arrondissement de Paris.
Jean Charles Nicaise Perrin est le père d'Anne Gabriel Marie Perrin, épouse en secondes noces (1809), de l'architecte du roi Marie Jacques Gondoin (1737-1818). Il est notoirement connu pour deux portraits de famille : celui de son beau-père Pierre Hyacinthe Deleuse, répertorié par la Réunion des Musées Nationaux et conservé à Versailles et celui de son épouse Catherine Deleuse, conservé au Musée des Beaux-Arts de Valenciennes.

## Carrière
À l'âge de 18 ans, Nicaise Perrin intègre l'atelier de Gabriel-François Doyen et de Louis Jean-Jacques Durameau. Il tente plusieurs fois de remporter le prix de Rome, sans succès. En 1775, il arrive second, et reçoit le second prix réservé de 1770, pour son Aman confondu par Esther devant Assuérus (1775, Paris, École Nationale Supérieure des Beaux-Arts). En 1780, malgré son échec, il reçoit une bourse pour se rendre à Rome, le vainqueur du prix de cette année, Jean-Pierre Saint-Ours, étant suisse (ce qui le rend inéligible).
Perrin est à Rome entre 1780 et 1784. Il se passionne particulièrement pour les œuvres du Guerchin, et surtout de Caravage, dont il copie la célèbre Mise au tombeau (copie à Paris, École nationale supérieure des beaux-arts). En 1783, il peint une Mort de Sophonisbe (Musée des Augustins de Toulouse) pour le cardinal de Bernis.
De retour à Paris, il est reçu à l'Académie royale de peinture et de sculpture, sur présentation d'un Énée guéri de ses blessures (1787, Paris, École Nationale Supérieure des Beaux-Arts). Dès lors, il reçoit plusieurs commandes importantes. En 1788, le comte d'Angiviller commande pour le roi une Mort de Sénèque (Musée des beaux-arts de Dijon). En 1789, il peint une Mort de la Vierge (Versailles, chapelle du Grand Trianon) pour le chapitre des Chartreuse de Paris. 
En 1804, Napoléon Bonaparte lui commande le portrait du maréchal Lannes (Versailles, musée national du château) pour la salle des maréchaux du palais des Tuileries. La même année, il peint le tableau du maître-autel de la cathédrale de Montpellier, L'Assomption de la Vierge (Montpellier, cathédrale ; esquisses à Valenciennes, musée des beaux-arts). En 1806, il peint La France, appuyée par la Religion, consacre à Notre-Dame de Gloire les drapeaux prix sur l'ennemi pour la chapelle de l'empereur aux Tuileries. Il exposera régulièrement au Salon jusqu'en 1822.
Il a entre autres pour élève, Jean-Lubin Vauzelle.